# Hochschule für Finanzen Nordrhein-Westfalen

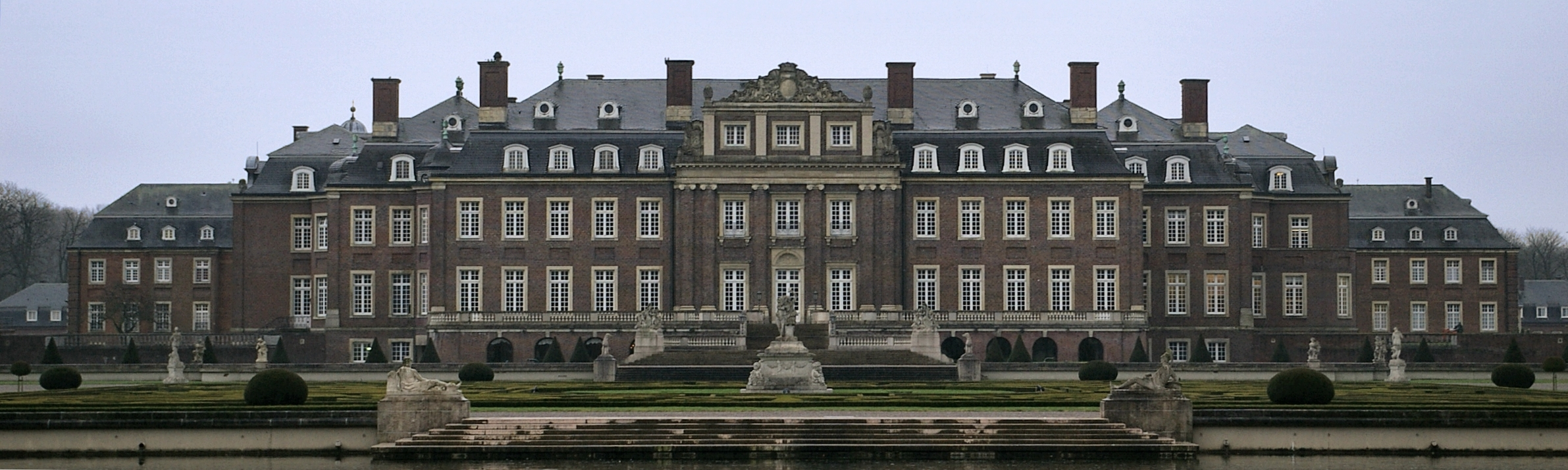
Die Hochschule für Finanzen Nordrhein-Westfalen im Schloss Nordkirchen (Hauptansicht von Norden)

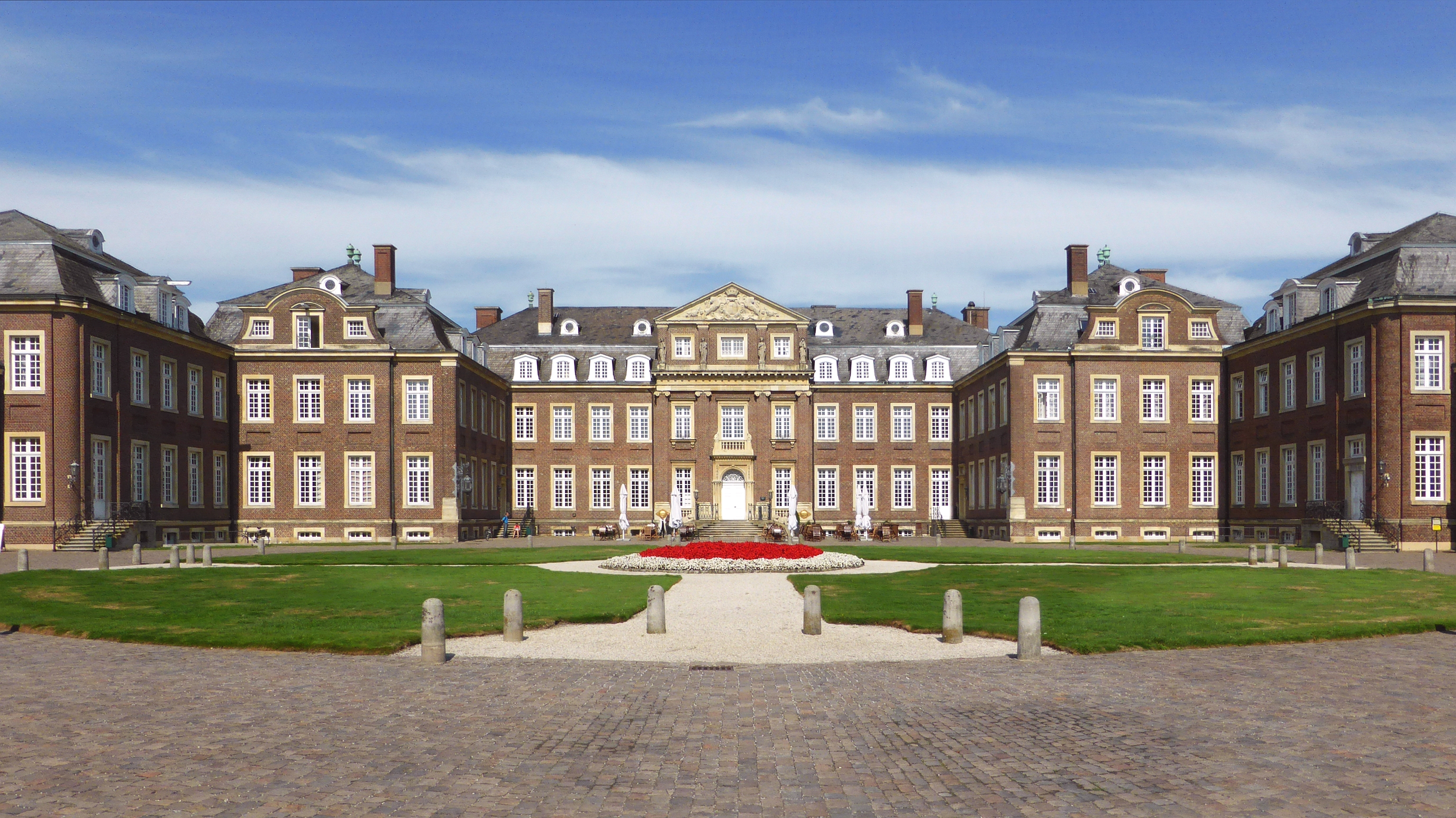
Die Hochschule für Finanzen Nordrhein-Westfalen im Schloss Nordkirchen (Hauptansicht von Süden)

Die Hochschule für Finanzen Nordrhein-Westfalen (HSF NRW) ist eine Hochschule für öffentliche Verwaltung des Landes Nordrhein-Westfalen. Sie ist im Geschäftsbereich des Ministeriums der Finanzen des Landes Nordrhein-Westfalen angesiedelt. An der Hochschule werden die Beamten für die Laufbahngruppe 2.1 (ehemals gehobener Dienst) innerhalb der Finanzverwaltung des Landes ausgebildet. 

## Die Hochschule

### Geschichte
Der Nachwuchs für den gehobenen Dienst der nordrhein-westfälischen Finanzverwaltung wird seit 1950 im Schloss Nordkirchen ausgebildet. Ab 1950 zunächst als Landesfinanzschule (heute in Wuppertal), ab 1976 als Fachhochschule für Finanzen (FHF), deren Name durch das Fachhochschulgesetz öffentlicher Dienst am 14. Dezember 2019 in Hochschule für Finanzen (HSF) geändert wurde. Begann man 1950 mit 115 Lehrgangsteilnehmern und neun Lehrkräften, studierten 1993/94 bereits fast 1.500 Studenten, für die rund 120 Professoren und Dozenten eingesetzt waren. Dem zunehmenden Personalbedarf der Landesfinanzverwaltung entsprach die jeweilige bauliche und personelle Ausdehnung der Einrichtung.

### Hauptsitz
Die Hochschule ist seit 1950 in dem Schloss und seinen Wirtschaftsgebäuden untergebracht. Die größeren Räume der Anlage wurden dabei zu Hörsälen für bis zu 30 Studierende umgebaut, die kleineren Räume in den oberen Etagen werden als Wohn- und Studierzimmer genutzt. Bis Ende der 1960er Jahre war für die Fachhochschule auch die Bezeichnung Finanzakademie des Landes Nordrhein-Westfalen gebräuchlich. Nachdem in den 1970er Jahren ein erheblich gesteigerter Bedarf an Absolventen absehbar war, wurde in den nördlich des Schlosses gelegenen Parkanlagen ein Neubau errichtet. Der Sundern genannte Komplex vereinigt funktionell Hörsäle und Wohn- und Studierzimmer. Die Finanzanwärter in Nordkirchen sind während des Studiums im Schloss Nordkirchen und in benachbarten, zusätzlich errichteten Neubauten untergebracht. In Herford dient eine alte Kaserne als Unterkunft und Lehrgebäude.

### Außenstellen

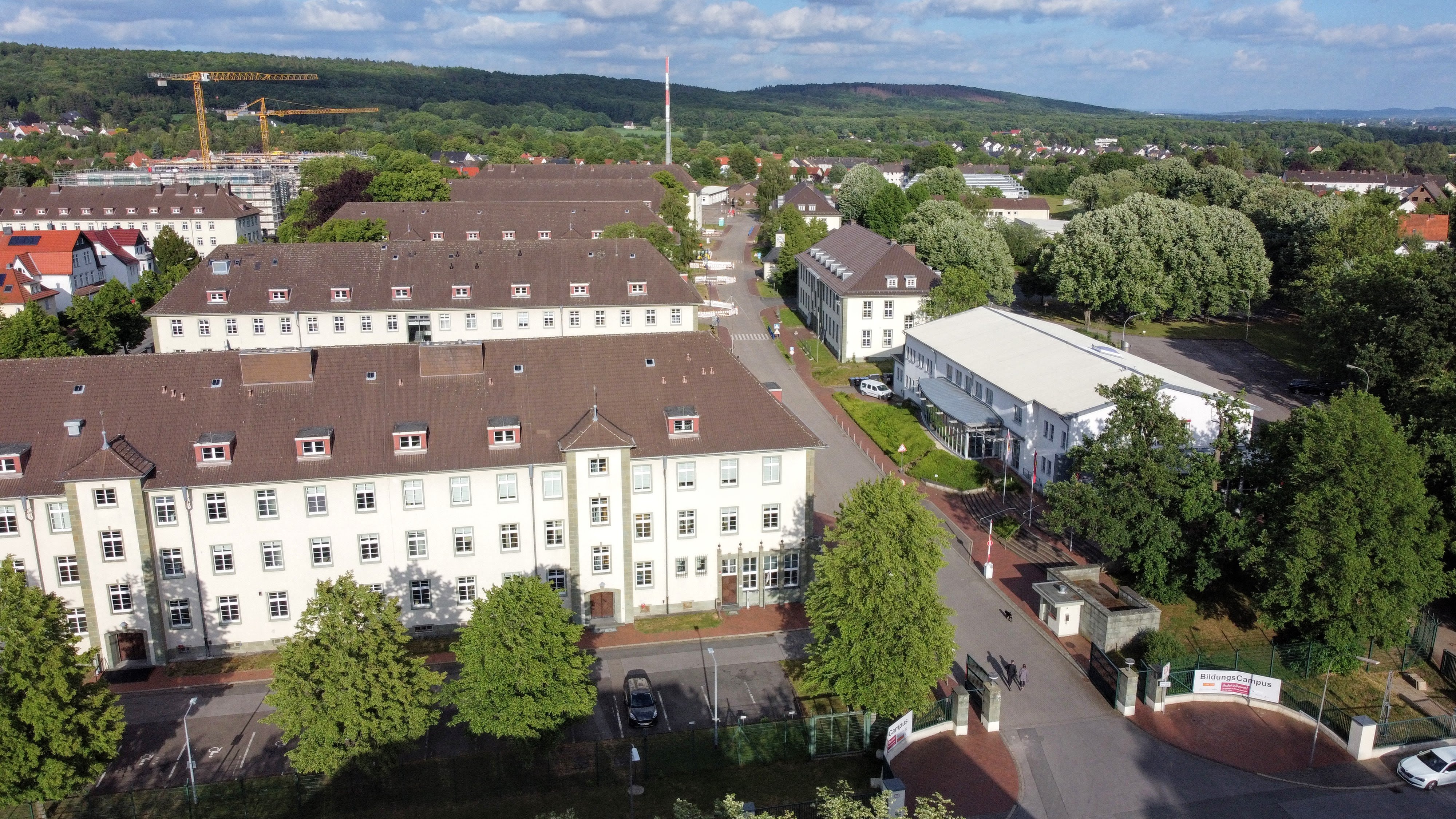
Der Bildungscampus Herford, eine der Außenstellen der Hochschule für Finanzen

Seit 2015 wurden in Hamminkeln-Dingden in der Akademie Klausenhof Unterkünfte und Lehrsäle für einen Übergangszeitraum angemietet. Seit im September 2017 eine längerfristige Kooperation mit der Akademie Klausenhof vereinbart wurde, erfolgt an diesem Standort der fachtheoretische Teil der Ausbildung für etwa 100 Nachwuchskräfte der Laufbahngruppe 2.1 in der Finanzverwaltung.
Im September 2017 wurde auf einem ehemaligen Militärgelände in Herford der Bildungscampus Herford mit einer weiteren Außenstelle der Hochschule eröffnet. 160 Studierende und 15 Dozenten haben dort den Lehrbetrieb aufgenommen. Nach der Sanierung weiterer Kasernengebäude und dem vorübergehenden Aufbau von Wohncontainern kamen im September 2018 weitere 240 Studierende hinzu.

### Direktoren
- Peter Bornfelder
- Martin Stirnberg (bis 2017)
- Claudia Potthoff-Kowohl (seit 2018)

### Lehre und Forschung
Die steuerlichen Fachgebiete sind in acht Lehrbereiche (LB) gegliedert:
- Lehrbereich I: Öffentliches Recht und Privatrecht (Leitung: Nicola von Harenne)
- Lehrbereich II: Abgabenrecht (Leitung: Andrea Schmidt)
- Lehrbereich III: Einkommensteuer (Leitung: Claus Möllenbeck)
- Lehrbereich IV: Umsatzsteuer (Leitung: Claudia Hudasch)
- Lehrbereich V: Bewertung und Vermögensbesteuerung (Leitung: Elke Böing)
- Lehrbereich VI: Bilanzsteuerrecht (Leitung: Hans Bodo Ebber)
- Lehrbereich VII: Besteuerung von Gesellschaften (Leitung: Carsten Pohl)
- Lehrbereich VIII: Wirtschaftswissenschaften (Leitung: Lars Micker)
- Lehrbereich IX: Arbeits- und Selbstorganisation sowie Verwaltungsmanagement; Sozialwissenschaftliche Grundlagen des Verwaltungshandelns (Leitung: Bärbel Gehrmann)

### Professoren- und Dozenten
An der Hochschule sind über 160 Dozenten tätig, davon 19 Professoren (Stand: 2024):
- Elke Böing
- Bodo Ebber
- David Eberhardt
- Klaus Groß-Bölting
- Nicola von Harenne
- Melanie Heine
- Verena Hübner
- Claudia Hudasch
- Lars Micker
- Claus Möllenbeck
- Stephan Peters
- Carsten Pohl
- Gary Rüsch
- Andrea Schmidt
- Marc Schubert
- Claudia Steinbeck
- Bert-Hagen Strodthoff
- Christoph Uhländer
- Volker Versin

## Studiengang
Das Land Nordrhein-Westfalen bildet in einem dreijährigen Studium die Nachwuchsbeamten in der Steuerverwaltung aus. Der duale Studiengang besteht aus dem 21-monatigen Studium an der HSF und im Übrigen aus Praktika in den verschiedenen Fachbereichen der Finanzämter. Die Studienzeit ist in ein Grund- und ein Hauptstudium aufgeteilt. Das Grundstudium ist hierbei in fünf und das Hauptstudium in zwei Abschnitte unterteilt. Nach dem zweiten der fünf Grundstudiumabschnitte legen die Studenten eine Zwischenprüfung ab. Das erfolgreich abgeschlossene Studium berechtigt zum Führen des akademischen Grades Diplom-Finanzwirt (FH).

### Schwerpunkte und Prüfungsgebiete
Der hauptsächliche Schwerpunkt des Studiums liegt auf dem Deutschen Steuerrecht mit der Abgabenordnung und seiner Vielzahl von Steuerarten. Im Abschlussexamen sind fünf fünfstündige Prüfungsklausuren aus den Rechtsgebieten Bilanzsteuerrecht, Umsatzsteuerrecht, Abgabenrecht, Einkommensteuerrecht und Besteuerungsrecht der Gesellschaften vorgeschrieben. Ferner schreiben die Studenten eine wissenschaftliche Arbeit zu einem steuerlichen oder sozialwissenschaftlichen Thema.

### Weitere Lerninhalte
Neben dem prüfungsrelevanten Steuerrecht erhalten die Studierenden einen Einblick in weitere Rechtsgebiete, wie dem Bürgerlichen Recht, Wertpapierrecht und Handelsrecht. Außerdem werden die wichtigsten volks- und betriebswirtschaftlichen Grundlagen vermittelt.

## Zahlen zu den Studenten
An der Hochschule studieren 2.795 Studierende (2023). Davon sind 1.501 weiblich (53,7 %) und 1.294 männlich (46,3 %).

## Namhafte Absolventen
- Christof Bartsch
- Wolfgang Dietrich
- Markus Herbrand
- Arndt Kohn

## Perspektiven
Nach der Abschlussprüfung und der Übernahme in das Beamtenverhältnis auf Probe werden die Diplom-Finanzwirte (FH) als Sachbearbeiter in der steuerlichen Veranlagung, Betriebsprüfung oder auch in der Steuerfahndung eingesetzt. Die aus dem Beamtenverhältnis ausgeschiedene Diplom-Finanzwirte (FH) sind auch in der freien Wirtschaft und beispielsweise in Steuerberatungsgesellschaften oder in den Steuerabteilungen großer Unternehmen beschäftigt.

## Fortbildungseinrichtungen der Finanzverwaltung NRW
Die zentralen Fortbildungsveranstaltungen der Finanzverwaltung NRW werden an zwei Standorten angeboten. An der Fortbildungsakademie der Finanzverwaltung (FortAFin) in Bad Honnef und der Hochschule für Finanzen am Standort Nordkirchen.
Zum 1. Oktober 2018 wurde der Standort der FortAFin von Bonn-Bad Godesberg in das nah gelegene Bad Honnef verlagert. Der bisherige Standort in Bonn-Bad Godesberg soll nunmehr der Ausbildung von Nachwuchskräften dienen.